# 5388 Моттола
5388 Моттола (5388 Mottola) — астероїд головного поясу, відкритий 5 березня 1981 року.
Тіссеранів параметр щодо Юпітера — 3,326.